# Orchopeas leucopus
Orchopeas leucopus är en loppart som först beskrevs av Baker 1904.  Orchopeas leucopus ingår i släktet Orchopeas och familjen fågelloppor. Inga underarter finns listade i Catalogue of Life.